# Monestir de Lombez
El monestir de Lombez fou un establiment religiós fundat a Lombez, al Tolosà, pels monjos de Sant Tibèri sota advocació de la Verge. El monestir va passar al segle XII dels benedictins als canonges regulars i va originar la població de Lombez, a la riba del Save, que fou la principal de l'arxidiaconat del país de Savés (del nom del riu) i avui dia capçalera d'un cantó del departament de Gers. L'abadia va ser separada de la diòcesi de Tolosa al segle XIV i erigida en bisbat pel Papa Joan XII, i fou secularitzada a la revolució. A l'oratori del monestir hi havia les relíquies de sant Majan Confessor que foren traslladades al monestir de Villemagne, a la diòcesi de Besiers. Posquières amb l'església de Nostra Senyora, a la diòcesi de Nimes, que depenia del monestir, va esdevenir vers el segle XVII una baronia (Vauvert) fins a la revolució.